# 大蛇头乡
大蛇头乡，是中华人民共和国山西省吕梁市岚县下辖的一个乡镇级行政单位。2021年5月28日，撤销大蛇头乡，整建制并入界河口镇。

## 行政区划
大蛇头乡下辖以下地区：
大蛇头村、草子寨村、赤湾子村、杂石沟村、小蛇头村、木会村、条子沟村、吴家沟村、闫家湾村、上寺焉村、王堡村和郭沙沟村。